# Performative Religionsdidaktik
Die performative Religionsdidaktik stellt einen Zweig der Religionspädagogik dar. Sie soll Religion erlebbar und erfahrbar machen, zum religiösen Handeln ermutigen, aber niemals missionarisch wirken. Kreiert wurde der Begriff von Rudolf Englert, der ihn als bündelnden Suchbegriff für neuere Entwicklungen in der Religionspädagogik formuliert hat. Um die theoretische Fundierung des Performativen bemühen sich vor allem evangelische Religionspädagogen, besonders Bernhard Dressler, Thomas Klie und Silke Leonhard. Als Quelle, aus denen sich der Inszenierungsgedanke speist, geben sie die Zeichendidaktik, die post-strukturalistische („profane“) Religionspädagogik und die Gestaltpädagogik an.

## Geschichte des Religionsunterrichts
In der Geschichte des Religionsunterrichts lässt sich feststellen, dass es sich nicht immer um die Beziehung von Gott und Mensch gehandelt hat, sondern oftmals die Kontrolle von Gebetsriten, dem Auswendiglernen des Katechismus, der Zehn Gebote etc. im Vordergrund stand. Dies führte nun folglich zu „Religionsverlust“ und „Gottesvergiftung“. Der aus Passau stammende Unternehmer Edgar Forster schreibt in seiner Autobiographie auch über den Unterricht, wie er ihn in den 1950er-Jahren erlebt hat: 

„In der zweiten Klasse besuchte ich die Katholische Volksschule für Knaben Eggendobl, eine zwei(t)klassige Zwergschule. Unsere Lehrerin war die Pfrein Pfister, eine bigotte alte Jungfer mit Dutt im Gnack, Nickelbrille auf der Nase und angetan mit schwarz-grau-braunem Sack-und-Asche-Gewand; am liebsten veranstaltete sie wahre Gebetsorgien im Unterricht. Dem Pfarrer Fischer machte sie jede Woche zweimal Meldung einer Meß- und Gebetsstatistik, wie viele von uns ca. 45 Buben beim Aufstehen nicht gebetet hatten, wie viele vor und nach dem Frühstück das Beten versäumt hatten, wie viele den Engel des Herrn vergessen hatten, wie groß die Zahl der Nichtbeter vor und nach dem Mittagessen war usw. usw.“

Dieses Eindringen in die Privatsphäre der Schüler wurde nun im Prozess der Moderne immer deutlicher als eine unangemessene Grenzüberschreitung empfunden, der entgegengewirkt werden musste. Mit der Würzburger Synode im Jahre 1974, stellte der veröffentlichte Beschluss auf katholischer Seite das „Dokument einer Wende“ dar, wie es der Religionspädagoge Wolfgang Nastainczyk (Nastainczyk 1984) einmal bezeichnete. Der Beschluss sah eine Veränderung des Religionsunterrichts vor, indem vom missionarischen Konzept Abstand gewonnen wurde und durch das diakonische Konzept religiöses Lernen Einzug in die Schule erhalten konnte. Die Deutsche Bischofskonferenz antwortete auf den Synodenbeschluss, arbeitete diesen so aus, damit er für die Schulen ein Leitfaden zum katholischen Religionsunterricht darstellte und veröffentlichte ebendiesen unter Der Religionsunterricht vor neuen Herausforderungen. Das Kapitel, das nun auf den Teil der Performanz zugeht, wird folgend verfasst: „Der Religionsunterricht macht mit Formen gelebten Glaubens vertraut und ermöglicht Erfahrungen mit Glaube und Kirche“. In diesem Kapitel heißt es unter anderem: 

„Ein Religionsunterricht, der Schülern einen verstehenden Zugang zum Glauben eröffnen will, kann sich nicht mit der Vermittlung von Glaubenswissen begnügen. Er wird vielmehr die Schüler auch mit Formen gelebten Glaubens bekannt machen und ihnen eigene Erfahrungen mit Glaube und Kirche ermöglichen. Ohne ein zumindest ansatzweises Vertrautmachen mit Vollzugsformen des Glaubens wird die unterrichtliche Einführung in die Wissensformen des Glaubens ohne nachhaltige Wirkung bleiben.“

Der Religionsunterricht, das Handeln der Kirche in der Schule, versteht sich nunmehr auf allen Feldern als selbstloser Beitrag für die Identitätsentwicklung junger Menschen und für die Humanisierung des Schullebens.

## Theorie der performativen Religionsdidaktik

### „Performativ“ – Wortbedeutung
Performative Religionsdidaktik ist stark geprägt von der grundsätzlichen Wortbedeutung des Begriffes „performativ“. Laut Duden bedeutet dieser: „eine mit einer sprachlichen Äußerung beschriebene Handlung zugleich vollziehend (z. B. ich gratuliere dir)“. Auf gottesdienstliches Handeln bezogen sind Beispiele hier das Taufen (ich taufe dich) oder das Segnen (ich segne dich/euch). In der Religionsdidaktik bedeutet dies, dass den Lernenden der Glaube zum einen durch Meta-Gespräche über den Glauben, zum anderen durch aktives „Aufführen“/Erproben nahegebracht werden soll. Der Unterricht bewegt sich dabei zwischen Profanierung und Missionierung und ist vorrangig auf „das Verstehen des Bekenntnisses“, nicht auf Bekennen gerichtet.

### Aktuelle Herausforderungen des Religionsunterrichts
„Die Moderne versteht sich als die Epoche der Verabschiedung aller kulturellen Bestände, die sich auf metaphysische Illusionen gründen.“

Vor diesem Hintergrund steht auch der zeitgenössische Religionsunterricht. Die meisten Kinder haben keinen Bezug mehr zur konfessionellen Religion. Religion wird nicht mehr, so wie in früheren Generationen, durch Familie und Kirche vermittelt und so bleibt Religion für die meisten Kinder ein fremder, und damit einhergehend ein unverständlicher Gegenstand. Ein Großteil der Kinder lernt Religion daher mehrheitlich in der Schule kennen. Die Schwierigkeit, die sich daraus für den Religionsunterricht ergibt ist, dass die Kinder ohne religiöse Vorerfahrungen gar nicht verstehen können, worum es in der Religion geht, wenn sie bloß auf intellektueller Ebene vermittelt wird. Damit der Religionsunterricht nicht unverständlich und damit für die Kinder inhaltsleer bleibt, soll er im Sinne der performativen Religionsdidaktik auf eine Ebene angehoben werden, die ein Gleichgewicht ²zwischen Erleben und Nachdenken, zwischen Inszenieren und Reflektieren² einhält. Hans Mendl ist der Ansicht, dass ein Religionsunterricht, der performative, d. h. handlungsorientierte Elemente im Unterricht vernachlässigt, nicht zukunftsfähig sei, „weil es ihm nicht mehr gelingt, den Gegenstand adäquat didaktisch ins Spiel zu bringen“.
Da die Entkirchlichung unserer Gesellschaft zügig voranschreitet und eine Kluft zwischen objektiver (konfessioneller) und subjektiver Religion entsteht und „der Religionsunterricht in der Schule der wichtigste Ort der Begegnung mit dem christlichen Glauben“ darstellt, brauche es, besonders wegen der individuellen Bedürfnisse nach Religion, wie die Shell-Studie 2006 auch belegt, einen religionspädagogischen Ansatz, der die Tradition der christlichen Religion bewahrt, religiöse Kompetenz der Schüler durch aktive Teilhabe an Religion fördert und somit „gerade die subjektive Religion vor Geschichtslosigkeit, Gedankenlosigkeit und sozialer Folgelosigkeit“ bewahrt.

### Die Suche nach einem tauglichen Konzept
Durch die Probleme des zeitgenössischen Religionsunterrichts sind viele Theorien entstanden, die diese zu lösen versuchen. Ernst zu nehmende Theorien wollen alle von der alten Gleichsetzung von Katechese und Religionsunterricht wegkommen und zu einem Paradigmenwechsel gelangen. Es soll von einem missionarischen, in der die Kirche und Schule in einem direkten wechselseitigen Prozess zusammenarbeiteten, zu einem diakonischen Konzept wechseln, in der die Kirche einerseits einen Beitrag zur Identitätsfindung junger Menschen leistet und andererseits den Beitrag zur Humanisierung der Schule fördert.
Der Religionsunterricht soll also nicht mehr „in der existenziellen Glaubenseinführung, nicht in der konfessionellen Sozialisation oder in der Hinführung zur Pfarrgemeinde“ bestehen, sondern „zu verantwortlichem Denken und Verhalten im Hinblick auf Religion und Glaube befähigen“.
Der Ansatz der performativen Religionsdidaktik versucht, genau dies umzusetzen, und zwar im Hinblick darauf, dass die rein kognitive Vermittlung von Religion im Sinne einer Religionskunde nicht ausreicht, um Religion angemessen in der Schule zu unterrichten. Der Religionsunterricht soll seit der Würzburger Synode auf die „intellektuelle Vertiefung alltäglich gelebten Glaubens“ hinzielen. Zur Zeit der Synode schien dieses Vorhaben auch noch sinnvoll, weil man von den Kindern eine gewisse religiöse Sozialisation von zu Hause erwarten konnte. Heute jedoch kann man von diesen Vorerfahrungen nicht mehr ausgehen und somit versagt ein reflexives Modell, das den gelebten Glauben in der Schule aufarbeiten will. Um Kindern und Jugendlichen ohne religiöse Vorerfahrungen zu religiöser Kompetenz zu verhelfen, benötigt es ein Modell, das tieferes Verständnis des eigenen und fremden Handelns, also Deutungskompetenz fördert und gleichzeitig erweiterte Erfahrung und Wissen von der eigenen Religion ermöglicht. Religion als Schulfach soll den Schülern Deutungs- und Partizipationskompetenz beibringen, d. h. dass den Schülern Religion nicht bloß als intellektuelle Religion im Sinne eines Religionskundeunterrichts angeboten werden soll, weil dem konfessionellen Religionsunterricht dann ein wichtiges Element fehlen würde, nämlich das Wissen darüber, wie der theoretische Glaube in der Praxis zu verstehen ist. Ohne den praktischen Bezug zur Religion können Schüler nicht kompetent in religiöser Hinsicht werden. Um aber der Falle des missionarischen Charakters von Religionsunterricht zu entgehen, ist ein Modell vorzuziehen, das Kinder religiös kompetent macht, aber auf eine Missionierung im Sinne einer Einübung in den Glauben verzichtet. Deshalb artikuliert Mendl sein Verständnis von religiöser Kompetenz wie folgt:„Lernende werden 'in Sachen Religion' kompetent, wenn sie in Auseinandersetzung mit den religiösen Konstruktionen anderer und unterstützt durch das Deutungs- und Praxisangebot christlicher Tradition ein selbständiges und von der Vernunft verantwortbares Urteil in Fragen der Religion sowie je eigene Spuren entwickeln(Deutungs- und Partizipationskompetenz).“ Der Religionsunterricht soll also, dies gilt übrigens seit der Würzburger Synode, eine Korrelation zwischen Leben und Glauben darstellen, d. h. das „Leben und Glauben in einen Dialog“ treten sollen. Damit aber Leben und Glauben in einen Dialog kommen können, sind Erfahrungen mit dem Glauben unabdingbar. Deshalb benötigt der Religionsunterricht einen Erfahrungsbezug. Da die Schüler diesen aber oft nicht mitbringen, sollen performative Elemente in den Religionsunterricht einfließen, da religiöses Lernen „auch in posttraditionalen und säkularen Zeiten kaum ohne eine vorreflexive Reflexionsgrundlage“ auskommt.

### Begründungsmomente
Das Konzept des performativen Religionsunterrichts muss selbstverständlich begründet werden, um es vor den Kritikern, die darin eine Gefahr einer erneuten Katechisierung des Religionsunterrichts sehen, zu schützen und um es als wertvolles und hilfreiches Konzept vorzustellen. Da die Sensibilität dafür wächst „dass die Vermittlung des gelehrten Glaubens nicht ohne Bezug zum gelebten Glauben gelingen kann“, muss diese These begründet werden, damit sie auch in den Schulen verwirklicht werden kann. Um die christliche Religion richtig verstehen zu können, muss man sich dessen bewusst sein, dass sie „[…]ein existenziell erfahrenes wie kognitiv gewusstes, sie ist ebenso ein bekenntnishaft geteiltes wie betendes, feierndes und sich auf den Alltag auswirkendes Geschehen“ ist und man aus diesen Gründen Religionsunterricht immer aus der von Bernhard Dressler eingeführten Perspektive des Froschvogels gestalten soll. Das bedeutet, dass man in einer pluralen Gesellschaft vor der Aufgaben steht, Religionsunterricht so zu gestalten, dass man Religion aus der Froschperspektive, d. h. direkt und aktiv, erfährt und zugleich aber es im Nachhinein aus der Vogelperspektive kritisch-reflexiv betrachten kann. „Durch die Verschränkung beider Perspektiven ergibt sich ein vertieftes Verständnis von Religion“
Die Idee von der Erlebbarkeit der Religion im Unterricht ist keine Idee, die entstanden ist aus dem theologischen Elfenbeinturm, sondern ist integraler Bestandteil des Christentums: "Das Christentum entstand nicht als Lehreinrichtung, sondern als Lebens- und Erzählgemeinschaft derer, die vom Christusereignis getroffen wurden[…] am Anfang stand keine Idee, sondern ein „Ereignis, das erzählt und/oder rituell vergegenwärtigt wird“.
Die christliche Religion kann nicht auf ihre kognitive und mentale Ebene reduziert werden, wenn sie denn richtig verstanden werden will und so ist eine performative Religionsdidaktik von seinem Gegenstand her begründet, weil sie berücksichtigt, dass Religion ohne ihre Grundstruktur des Erlebens unverständlich bleibt.
Die Sprechakttheorie von Austin und Searle kann dazu beitragen, die Gefahr einer Re-Katechisierung des Unterrichts entgegenzuwirken. Indem die Theorie drei Hauptsprechakte in Dialogen herausarbeitet, nämlich den lokutionären Akt, der bloß das Sprechen an sich darstellt, den illokutionären Akt, der die situationsabhängige Intention des Sprechers und damit einhergehend seine Sprechhandlung beschreibt, und den perlokutionären Akt, der beschreibt, wie die Nachricht (illokutionärer Akt) beim Hörer angekommen ist. Im Christentum werden vielfach Sprechhandlungen eingesetzt (Gebete, Segen, Versprechen, Klagen, Taufe usw.), jedoch „liegt es in der Entscheidung des Einzelnen, das gemeinsame Sprechen eines Gebets (als lokutionären Akt) auch mit der Überzeugung zu verbinden, dass damit der beschriebene illokutionäre Akt 'Beten' vollzogen wird“. Das Ziel ist also nicht, Schülern religiöse Sprechhandlungen unreflektiert nachsprechen zu lassen, sondern die Schüler als „Subjekte in der Freiheit und Kompetenz zu bestärken“, um zu ermöglichen, sich zu der illokutionären Absicht subjektiv zu positionieren (Perlokutionärer Akt).
Die Ermöglichung einer subjektiven Positionierung zu religiöser Sprache und zu religiösen Handlungen hängt stark vom Wissensverständnis ab. Wenn Religion bloß auf der informativen Ebene den Schülern nahegelegt wird, dann fällt es den Schülern schwer, sich zu dem Gelernten zu positionieren und damit geht die Gefahr einher, dass das Gelernte zum trägen Wissen wird und schnell in Vergessenheit gerät. „Wissen darf nicht verstanden werden als Substanz im Kopf […], sondern als Beziehung zwischen Person und Situation“. Wie weiter oben gezeigt wurde, ist Religion nicht reduzierbar auf ihre Dogmatik und ihre Geschichte, sondern sie ist auch immer ein subjektives Erlebnis. Ernst Pöppel verweist in dieser Hinsicht auf eine Verschränkung von explizitem, implizitem und bildlichem Wissen, die für eine performative Religionsdidaktik sehr hilfreich sein kann, weil sie ermöglicht, theologisches Sachwissen mit religiösem Handlungswissen zu vermitteln, aber gleichzeitig eine persönliche Positionierung der Schüler zur Religion ermöglicht. Die drei Ebenen(explizites, implizites, bildliches Wissen) müssen ineinander verschränkt sein, weil jedes Teilgebiet für sich nicht das gesamte Spektrum religiösen Lernens abbilden kann: „Objektiv-explizites religiöses Wissen ist letztlich unbedeutend, wenn es nicht mit individuellen Anschauungen verbunden wird; ritualisierte Handlungsabläufe bleiben unverständlich, wenn sie nicht auch explizit gedeutet werden, und individuelle religiöse Erinnerungen und Deutungskonstrukte müssen interpersonell kommuniziert und hinsichtlich ihrer Tragfähigkeit und Plausibilität mit Formen objektiver Religion verglichen werden“.

## Lernen als aktiver und konstruktiver Prozess des lernenden Subjekts
Hans Mendl legt großen Wert darauf, dass die performative Religionsdidaktik nicht als katechetischer Religionsunterricht verstanden wird. Aus diesem Grund setzt er bei seiner Theorie des Lernens auf den Konstruktivismus. Im obigen Kapitel wurde aufgezeigt, dass sich Wissensaneignung immer in Verschränkung zwischen explizitem, implizitem und bildlichem Wissen vonstattengehen soll, damit Schüler die Chance haben, ein eigenes Bild von Religion zu kriegen. In dieser Hinsicht muss das lernende Subjekt also als Individuum angesehen werden, dass sich seine Welt selbst erschließt.
„Wahrnehmen, Verstehen und Lernen sind hochgradig konstruktive Operationen, die jeder auf der Grundlage des je eigenen individuellen Erfahrungswissens vollzieht“. Wenn man das Lernen aus dieser Perspektive versteht, dann wird klar, dass der Lernverlauf nie vorhersehbar ist und immer von individuellen Konstruktionen abhängt. Solch ein Verständnis von Lernen berücksichtigt, dass Fremdes als Fremdes angesehen wird und vielleicht sogar die Begegnung „mit Elementen objektiver Religion[…] zunächst einmal Fremdheit hervorrufen kann“. Das konstruktivistische Verständnis von einem freiheitlichen Subjekt erfordert es, den Schülern beizubringen, mit dieser Fremdheit umzugehen und zu einer eigenen Positionierung zu gelangen. „Denn das Ziel ist ja nicht die Beheimatung in ihr(learning in religion), sondern das Lernen an ihr(learning from religion)“.

### Soziale Praxis und Unterricht – ein Widerspruch?
Der Unterricht an Schulen steht oft als ein geschlossenes System gegenüber der Lebenswirklichkeit der Schüler und so „müssten wir die Künstlichkeit von Schule als ihre konstitutive Grundbestimmung anerkennen“. Dressler schreibt, dass sich in der Schule das Leben niemals unmittelbar selbst zeigt, sondern immer selektiv und reflexiv. So wird die Welt in der Schule immer auf einer reflexiven Art und Weise dargestellt und auf sie zugegriffen. Unter diesem Aspekt kann der Religionsunterricht unter der Perspektive einer Gottesbeziehung eine andere Form der Welterschließung darstellen. „Religion […] trägt zur kritischen Reflexion anderer Weltzugänge bei und kann damit Totalitätsansprüche abwehren“. Im Religionsunterricht soll, wie auch in anderen Fächern wie Musik, Sport, Kunst, Physik nicht bloß über die Materie geredet werden. Alle Fächer in der Schule arbeiten praxisnah und vermitteln ihr Fach so, dass es nah an der Lebensrealität der Schüler ist, damit es auch im Alltag Anwendung finden kann. Auch der Religionsunterricht, in dem es „nicht um ein Einüben und schon gar nicht um eine Initiation“ geht, sondern um ein „sachangemessenes, handlungsorientiertes Verstehen von Religion als einer Praxis“ soll an den Alltag der Schüler anschließen können und als Weltdeutung und Umgang mit der Welt verstanden werden. Jedoch muss im Religionsunterricht immer auch auf die Wahrung der Fremdheit geachtet werden, d. h. dass religiöse Erfahrungen von anderen nicht auf die Schüler projiziert werden sollen. Ernsthaftes performatives Handeln im Religionsunterricht kann also verstanden werden als ein „Handeln mit subjektiver Bedeutungszuweisung ohne verbindliche Nachhaltigkeit“. Somit bleibe die Entscheidung über die Wichtigkeit und die Bedeutung einer Handlung immer dem Schüler überlassen. Ob die Erfahrungen 'echt' und evaluierbar sind, kann man laut Dressler nicht beurteilen, weil Bewusstseinsphänomene nicht beobachtbar seien. Ein weiterer Punkt, der für performatives Handeln im Religionsunterricht spricht, ist, dass das Erleben von Religion im Klassenzimmer immer ein zeitlich begrenztes Handeln darstellt, da das Ziel des Religionsunterrichts nicht das Einüben in den Glauben darstellen soll, sondern eher eine gewisse Vertrautheit mit dem „Ablauf des Gottesdienstes der eigenen Konfession“. Solche punktuellen Begegnungen mit Religion beinhalten auch immer Fremdheitserfahrungen der Schüler gegenüber Religion und es wird immer einige Schüler geben, die sich gegenüber solchen Erfahrungen verschließen oder solche Erfahrungen im Nachhinein als negativ empfinden, aber es wird auch immer welche geben, die religiösen Erfahrungen im Unterricht etwas abgewinnen können. Die Lehrperson muss in der Lage sein, „Distanzierung und Ablehnung zu akzeptieren (Ambiguitätstoleranz)“.

## Gestufte Teilhabe an Religion
Weiter oben wurde bereits aufgezeigt, dass Religion auch immer etwas mit Erfahren zu tun hat und auch immer ein Widerfahrnis ist. Religion ist somit also immer mit Erfahrungen verbunden. Eine Erfahrung speist sich immer aus einer Einzelwahrnehmung und einem Erlebnis, d. h. dass man zu Einsichten immer über Wahrnehmungen der Welt mit vielen Sinnen gelangt und durch größere Komplexität und Konstanz dieser Einzelwahrnehmungen entstehen Deutungsmuster der Wirklichkeit und diese Anschauungen bilden die Basis für die Bildung von Erkenntnis.
Die Erkenntnis speist sich nach Kant aus drei Perspektiven, nämlich aus der fremden Erfahrung, der fremden und eigenen Erfahrung und der daraus resultierenden neuen eigenen Erfahrung. Das bedeutet, dass personale Begegnung für Erkenntnisgewinn stark förderlich sind und somit ein tieferes Verständnis von einem Sachverhalt ermöglichen. Mendl entwickelt ein Stufenmodell von religiöser Erfahrung, die in der Schule Anwendung finden könnte.

### Fremdwahrnehmung aus Distanz
Schüler können von der Begegnung mit religiösen Menschen lernen, auch wenn die Erfahrungen für sie fremd bleiben. Die begrenzte Fremdwahrnehmung der fremden Erfahrung kann zu erhöhter Toleranz führen, weil die Kinder dann lernen, dass auch ihre Erfahrungen anderen fremd bleiben. Das Ziel dieses Modells ist es, eine Begegnung der eigenen fremden Religion, d. h. der Religion, der man eigentlich zugehörig ist, aber trotzdem fremd ist, und/oder einer anderen fremden Religion in Distanz zu begegnen. Dieses Konzept will eine Erfahrungsdimension auf der Sachebene darstellen und nicht schon eigene Erfahrungen mit fremder Religion generieren.

### Distanzierte Teilhabe an fremder Religion
Dieses Konzept setzt auf empathische und spirituelle Erfahrung mit einer anderen Religion, um zum Kern der anderen Religion zu gelangen. Dies soll dadurch erreicht werden, dass bestimmte Items (Symbole, Zeichen usw.) aus der anderen Religion ins Zentrum der Religion führen sollen und somit Nähe und Distanz erschaffen sollen. Jedoch ergeben sich aus diesem Konzept zwei Probleme. Zum einen kann die Authentizität einer fremden Religion nicht probehalber von Außenstehenden nachvollzogen werden und zum anderen wird für den Außenstehenden der Religion nicht klar, in welchem Weltdeutungssystem die Items stehen.
Das Ziel dieses Konzepts ist es, die Beziehung zum Fremden zu stiften, ohne die bleibende Fremdheit aufzuheben.

### Punktuelle Teilhabe an der eigenen fremden Religion
Dieses Konzept geht davon aus, dass religiöse Erfahrungen immer doppelt in einem bestimmten Deute- und Referenzrahmen stehen und somit auf lebendige Kommunikations- und Erzählgemeinschaften angewiesen sind. Jedoch ist dies bei den meisten Schülern heutzutage nicht gegeben und so entsteht die Frage, wie Schüler denn 'ihren' gelehrten Glauben verstehen sollen, wenn er doch nur gelebt verstanden werden kann.
Das Konzept setzt hierbei auf authentische (soweit dies in der Schule möglich ist) religiöse Erlebnisse im Klassenzimmer. Das bedeutet, dass Schüler auch mal im Unterricht beispielsweise meditieren sollen und zur Ruhe kommen sollen. Dabei soll aber niemals die Vor- und Nachbereitung, also die Reflexion über das Erlebte vergessen werden. Durch wiederholte Erlebnisse sollen Schüler dazu befähigt werden, zur eigenen Entscheidung zu kommen.
Dabei sollen drei Kompetenzen erlernt werden:
- Schüler und Lehrer lernen respektvollen Umgang mit Positionalität und Individualität in Pluralität.
- Schüler können an versch. Elementen ihrer Religion partizipieren.
- Innenseite gelebter Religion wird verstehbar.

### Prozedurales Verständnis der eigenen Religion
Dieses Konzept setzt auf eine Verbindung zwischen dem Religionsunterricht und der Schulpastoral. Da die Internalisierung von Erfahrungen nicht das Ziel des Religionsunterrichts ist und der Religionsunterricht nicht von Faktenwissen zum Handlungswissen führen kann, soll die Katechese die Enkulturierung übernehmen und das Fachwissen mit Handlungswissen verstärken.

## Praxis
Ein Beispiel für den performativen Religionsunterricht sind „Interreligiöse Begegnungen- die erlebte Fremdheit“. In der Religionspädagogik herrscht ein breiter Konsens über den prinzipiellen Ansatz einer Begegnung mit anderen Religionen: Ziel des Unterrichts ist weder ein ausschließliches und evtl. sogar noch apologetisches Verharren in der eigenen Religion (monoreligiöser Ansatz) noch eine persönlich distanzierte Beschäftigung mit allen Religionen, auch der eigenen (multireligiöser Ansatz). Ein interreligiöser Ansatz strebt eine Auseinandersetzung mit fremden Religionen von der eigenen her an und intendiert damit eine selbstreflexive und respektvolle Begegnung mit dem Fremden. Interkulturelles und interreligiöses Lernen bezeichnen keine völlig neuen, außerordentlichen Vorgänge. Beides wird vielmehr seit Langem und mit Selbstverständlichkeit praktiziert, wenn auch nur teilweise bewusst und mehr oder weniger erfolgreich. Vor bald zwanzig Jahren sind die Begriffe „interreligiöses“ und „interkulturelles Lernen“ in die religionsdidaktische Fachsprache wie auch in die Alltagssprache eingegangen und haben sich mühelos durchgesetzt. Sie spiegeln ein neues Bewusstsein über veränderte gesellschaftliche Situationen, insofern Angehörige diverser Kulturen und Religionen auf engem Raum koexistieren und vor der Aufgabe stehen, sich untereinander zu verständigen. Doch der erfahrungsorientierten Teilhabe an anderen Religionen sind Grenzen gesetzt, besonders, wenn es darum geht, religiöse Riten mitzuvollziehen oder nachzuahmen. Damit gerät aber gerade die Didaktik des Interreligiösen in eine grundlegende Aporie. Wenn Religion unmittelbar an Erfahrungen geknüpft ist – wie kann sie in ihrem Wesen und Vollzug aus der Distanz überhaupt verstanden werden? Angesichts der aktuell brisanten Diskussionen besteht zudem Gefahr, dass (Welt-)Religionen aus der Distanz nur in ihren problematischen Feldern (z. B. Fundamentalismus-Debatte) wahrgenommen werden. Es geht in erster Linie nicht um die Dogmatik einer fremden Religion, sondern um Menschen, die eine andere Religion leben. Eine angemessene Didaktik präsentiert Grundsätze der Religionsgemeinschaften nicht isoliert, sondern in ihrem Lebensvollzug, und sie nimmt die bleibende Fremdheit anderer Religionen und Kulturen ernst. Erst, wenn sich Kinder und Jugendliche aktiv, dialogisch und kritisch mit gelebtem Glauben auseinandersetzen, ist es ihnen möglich sich nachhaltig Wissen anzueignen. Dementsprechend sind Nahraumerfahrungen und persönliche Kontakte optimale Wissensvermittler. Die Herausforderung einer Alteritätsdidaktik besteht darin, dass die Fremdheit thematisiert wird, selbst wenn sie niemals völlig aufgelöst werden kann. Es sollen Verstehensprozesse ermöglicht und das Ziel der Erfahrungserweiterung erreicht werden. An Orten, in denen sich die Religionen in einem Handlungszusammenhang präsentieren, können religiöse Riten beobachtet, sowie sinnlich-ästhetische Erfahrungen der Andersartigkeit festgestellt werden. Besonders die unmittelbare Begegnung mit Menschen, die eine fremde Religion leben, bietet besondere Lernchancen. Die Schüler dürfen und müssen auch kritische Fragen stellen dürfen, wobei diese Fragen auch die problematisch erscheinenden Aspekte einer Weltreligion thematisieren sollen. Das Ziel, welches Stephan Leimgruber formulierte ist ein dreifaches: "Die entsprechenden angestrebten religionspädagogischen Bildungsstandards bestehen unter anderem in der respektvollen Wahrnehmung fremder Menschen (Wahrnehmungskompetenz), in der Thematisierung der Ängste und Vorurteile (Deutungskompetenz) und in der achtungsvollen Begegnung mit anderen (Handlungskompetenz).
Paradoxerweise ist das Eingeständnis einer letztlich bleibenden Distanz ein wichtiges Erkenntnisziel interreligiösen Lernens, weil nur so der Respekt vor anderen Menschen, Religionen und Kulturen erhalten werden kann. Deshalb bedeutet gerade der Verzicht auf Nach- oder Mitvollzug bestimmter performativer Handlungsvollzüge aus dem Binnenbereich der fremden Religionen einen besonderen Lernerfolg, wenn diese Dynamik auch mit den Schülern reflexiv erarbeitet wird.
Natürlich müssen an diese Didaktik auch kritische Anfragen angeschlossen werden, denn ein grundsätzliches Problemfeld liegt auf der Hand und zwar, das der Grenzüberschreitung und Vermischung von Religionen. Das interreligiöse Lernen beinhaltet nicht den Verzicht auf eine subjektiv verpflichtende Wahrheit und eine unangemessene Gleichmacherei im konkreten Tun und ein unsensibler Umgang mit den religiösen Gefühlen Andersgläubiger. Das Ziel ist ein versöhnendes Miteinander verschiedener Kulturen und Religionen.
Die performative Religionsdidaktik unter dem Prozess des interreligiösen Lernens fordert auch bestimmte Lehrerkompetenzen. Zur Voraussetzung sich mit fremden Religionen kritisch auseinanderzusetzen ist es wichtig, seinen eigenen Standpunkt innerhalb der eigenen Religion gefunden zu haben und diesen auch gegen kritische Anfragen verteidigen zu können. Zudem sollte man sich über die eigene Nähe bzw. Ferne zu anderen Religionen eine Meinung gebildet und einer persönlichen Bewertung unterzogen haben. Der Lehrer sollte vom eigenen Glauben überzeugt sein, aber auch von einem Christen der anderen Konfession, von einem Muslim oder Buddhisten erwarten, dass er leidenschaftlich für seinen Glauben eintritt. Bei allen Projektideen gerade im Bereich der Exkursionen und der Expertengespräche sind Lehrer auch in der Art des Umgangs mit dem Fremden und bei der Begegnung mit Andersgläubigen Vorbild für ihre Schüler. Dazu zählt auch die Fähigkeit, Gespräche zu moderieren und diese Moderationen kompetent vorzubereiten. Er sollte zudem über die Möglichkeiten und Grenzen der Beobachtung oder Teilnahme an einem Ritus wissen. Neben diesen Kompetenzen muss der Religionslehrer die Fähigkeit besitzen, andere Meinungen auszuhalten, aber auch verbalen Ausrutschern deutliche Grenzen zu setzen.
Folgend werden verschiedene Konkretionen aufgeführt, die im Rahmen interreligiösen Lernens förderlich sein können:
- Kurzreferate zu Jugendbüchern mit Themen zu fremden Religionen und Kulturen
- ansehen eines Spielfilms zu anderen Religionen, erweitert: Verfassen eines Briefes mit Fragen an die Hauptperson
- Gestaltung des Grundrisses einer Moschee oder Synagoge
- Exkursion planen in Moschee oder Synagoge
- Erkundung des gesamten Raumes mit allen Sinnen
- Gebäude als „Raum der Stille“ wahrnehmen
- typische Musik in der jeweiligen Glaubensrichtung hören
- Einladung Vertreter fremder Religionsgemeinschaften in den Unterricht
- Interviews mit Andersgläubigen
- interreligiöser Arbeitskreis aus Schüler, Lehrer, Eltern
- Planspiel mit verteilten Rollen
- interreligiöses Fest
- interreligiöser Gottesdienst[51]

Alle Vorschläge bedürfen einer Vor- und Nachbereitung, damit für die Schüler die Relevanz der Situation deutlich wird.

### Kritik an einer Praxis der performativen Religionsdidaktik
Generell ist der Ansatz in Theorie und Praxis stark umstritten. Der Religionspädagoge Christoph Tipker stellt in ihm eine wertkonservativ rezipierte Entwicklung in der Gegenwart fest. Das wertgeladene Gefühl mancher Religionslehrer, einer säkularisierten Schülerschaft „etwas mitgeben“ zu wollen, was in der eigenen Biografie als wertvoller Schatz erfahren wurde, münde in ästhetisch-rituellen Experimenten des Probehandelns, die spirituelle und religiöse – oftmals gemeindliche und kirchliche – Rituale in den Unterrichtsraum einbinden. Somit würden aber diese Rituale nicht nur zwangsläufig profaniert, die Regeln und Rituale des Unterrichts und der Institution würden in diesem Probehandeln aufgehoben. Bedenklich sei dies, wenn notwendige inhalts- und prozessbezogene Rituale des Unterrichts durch ein reines und unreflektiertes Abbilden gemeindlicher Rituale abgelöst würden. Das Probehandeln erfordere stets eine Metareflexion. Unterbleibe diese und sei ein Ritual dem Lernzweck und -ziel der Unterrichtsstunde entfremdet, breche das Ritual die eigentliche unterrichtliche Handlung ab.
Ein solcher Religionsunterricht unterscheide sich dann institutionell nicht mehr von gemeindlicher Kinder- und Jugendarbeit. Ein unreflektierter Umgang mit performativen Ansätzen könne so das Religionsunterrichts-Ich der Schüler negativ beeinflussen, wenn Rituale zu befremdlichen Ereignissen würden oder das Prinzip der Freiwilligkeit der Teilnahme übergriffig aufgehoben werde. Die Schüler würden in der Begründung solcher Formate oftmals nicht mehr positiv, sondern aufgrund ihrer Kirchenferne über eine pädagogisch unzulässige Defizitbestimmung wahrgenommen. Entsprechend befremdet könnten vor allem ältere Schüler reagieren.
Entsprechende konzeptionelle Strukturfehler böten den Schülern schlimmstenfalls eine Nähe an, die von der Schülerseite direkt in eine harsche Distanzierung gegenüber dem ohnehin Angriffen ausgesetzten Fach resultieren können. Der Religionsunterricht erfülle in diesem Fall dann nur noch die Rolle seines eigenen Stereotyps.